# Dobrunë
Dobrunë – wieś położona w północnej części Albanii w gminie Golaj. Wieś znajduje się 116 kilometrów od stolicy państwa, Tirany.

## Demografia
Według spisu ludności z 1989 roku we wsi Dobrunë mieszkało 201 mieszkańców.